# Michalīs Giannakidīs
Michalīs Giannakidīs (in greco Μιχάλης Γιαννακίδης?; Salonicco, 6 aprile 1988) è un cestista greco.